# Parlement de Grande-Bretagne

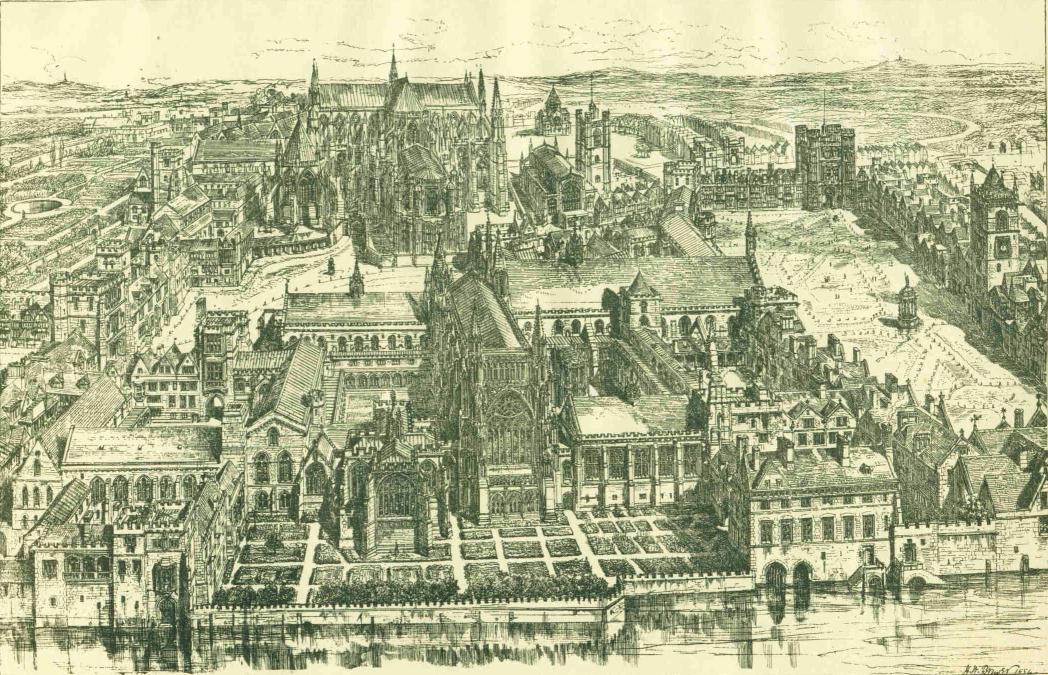
Le palais de Westminster au XVI.

Le Parlement de Grande-Bretagne (Parliament of Great Britain) fut formé en 1707 à la suite de la ratification des actes d'Union par le Parlement d'Angleterre et celui d'Écosse. Les actes aboutissent à la création du royaume de Grande-Bretagne et dissolvent les parlements d'Angleterre et d'Écosse au profit d'un seul parlement, siégeant au palais de Westminster, ancien siège du Parlement d'Angleterre, dans la Cité de Westminster et près de la Cité de Londres. Il dure pendant pratiquement un siècle, jusqu'à l'acte d'Union regroupant les parlements de Grand-Bretagne et d'Irlande en un seul Parlement du Royaume-Uni qui est en place depuis le 1er janvier 1801.

## Historique
Vers 1700, l'Angleterre, l'Écosse et le pays de Galles étaient liés sur différents points. Au XVIe siècle, les normes législatives avaient uni l'Angleterre et le pays de Galles. En conséquence, la loi et la justice de ce dernier étaient les mêmes qu'en Angleterre ; l'anglais était maintenant considéré et confirmé comme langue administrative et le pays de Galles était représenté au Parlement à Westminster.

## Décisions importantes
- Septennial Act 1716
- Inclosure Act 1773